# Intergenerationele rechtvaardigheid

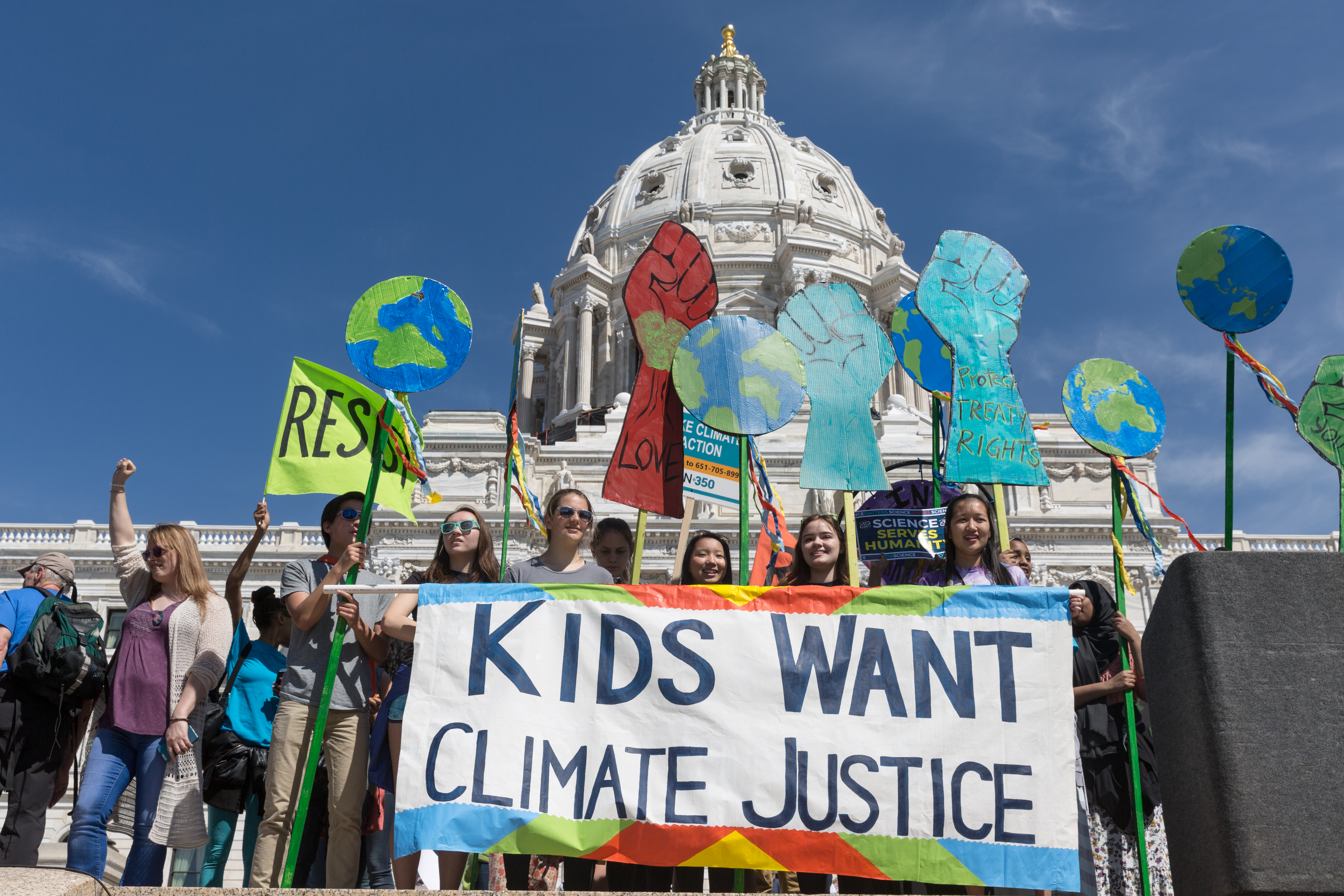
Generaties in het klimaatdebat

Intergenerationele rechtvaardigheid is het concept of idee van rechtvaardigheid tussen generaties, in economische, psychologische of sociologische context. Het concept kan worden toegepast op wat rechtvaardig wordt geacht in de dynamiek tussen kinderen, jongeren, volwassenen en senioren, in termen van gelijke behandeling en billijke interacties. Het kan ook worden toegepast op een rechtvaardige verdeling van voordelen en lasten tussen de huidige generaties en generaties die nog geboren moeten worden.
Intergenerationele kwesties komen ter sprake op verschillende maatschappelijke gebieden, gaande van economisch beleid, met name met betrekking tot de transitie-economie, sociaal beleid en overheidsbegroting. Zo wordt de groeiende overheidsschuld aangehaald als een voorbeeld van intergenerationele ongelijkheid, omdat toekomstige generaties de gevolgen zullen dragen. Intergenerationele rechtvaardigheid komt vaak ter sprake in milieukwesties, inclusief duurzame ontwikkeling, opwarming van de Aarde en klimaatverandering. De voortdurende uitputting van de natuurlijke hulpbronnen die zich in de afgelopen eeuw heeft voorgedaan, zal waarschijnlijk een hypotheek werpen op de welvaart van toekomstige generaties. Intergenerationele rechtvaardigheid kan ook betrekking hebben op de ongelijke levensstandaard van mensen in verschillende generaties, ouderenzorg en sociale rechtvaardigheid.

## Rechten van toekomstige generaties
Hoewel de meeste juristen van oordeel zijn dat toekomstige generaties in het huidige rechtsbestel geen rechten kunnen hebben in het heden (“ante natalem”) , hooguit rechtmatige belangen, zijn velen toch van mening dat wij de morele plicht hebben die belangen te vrijwaren. Zij wijzen op de toegenomen verantwoordelijkheid van de huidige generatie, vanwege de vele nieuwe, ver-reikende technologische mogelijkheden, en de veel duidelijker voorspelbaarheid van toekomstige (klimaat-)gebeurtenissen, als gevolg van wetenschappelijke vooruitgang. Het gevleugelde woord We erven de aarde niet van onze ouders, maar lenen haar van onze kinderen, voor het eerst opgetekend in 1971, geeft uitdrukking aan deze opvatting.
Het principe van de bekommernis voor toekomstige generaties is in de jaren 1990 opgenomen in diverse internationale verklaringen zoals de Top van Rio (1992), de Mensenrechtenverklaring van Wenen (1993), de UNESCO-verklaring inzake Toekomstige Generaties, (1997), of de Conventie inzake Bio-ethiek van de Raad van Europa (1996). Er werd zelfs in VN-verband voorgesteld een Guardian for Future Generations aan te stellen die zou optreden in het internationaal overleg, vooral binnen de Verenigde Naties. Het initiatief vond in 2019 navolging in de deelregering van Wales.